# Sokrat
‎
Sokrat [sókrat] (starogrško Σωκράτης: Sōkrátēs), grški filozof, *4. junij 470 pr. n. št., Alopeke, Atene, Grčija, † 399 pr. n. št., Atene.
Sokrat velja za enega najpomembnejših filozofov saj se z njim začne novo obdobje v antični filozofiji. Njegova zapuščina je najbolje ohranjena v zapisih Platona – enega od njegovih učencev, ki je kasneje učil Aristotela – in Ksenofonta. Sokrat je v svojih naukih obravnaval vprašanja naravnega delovanja in se ukvarjal z metodičnim spraševanjem. Bil je prvi v zgodovini, ki je v središče raziskovanja postavil definiranje in iskanje pravih pojmov, še posebej resnice. S svojimi teorijami je močno vplival na zahodni svet filozofije.

## Življenje
Rodil se je v Atenah kot sin kiparja Sofroniska in babice Fenarete. V otroštvu se je naučil brati in pisati, izobrazil pa se je tudi v kulturi, glasbi, poeziji, aritmetiki, geometriji in atletiki. Oče ga je naučil trgovanja, vendar se je Sokrat s tem le redko ukvarjal. Ko je dopolnil 18 let, se je tako kot vsi atenski mladeniči priključil vojski. Izkazal se je v več bitkah ter slovel po svoji hrabrosti in vzdržljivosti. Sprva se je preživljal kot kipar, v srednjih letih pa je poklic opustil in se odločil za skromno življenje in poučevanje. Zanimala so ga predvsem etična vprašanja, ki jih je reševal s pomočjo someščanov. Z njimi se je pogovarjal o aktualnih moralnih vprašanjih. Učil je skozi vprašanja, da je učenec sam prišel do odgovora.
V družbi, ki je močno cenila lepoto, je imel Sokrat nesrečo, da po zunanjosti ni bil privlačen. Imel je izbuljene oči, nekoliko je škilil ter imel kratek in ukrivljen nos, zaradi česar je bil deležen veliko zmerljivk. Sam se s svojo zunanjo podobo ni obremenjeval. Vedno je bil oblečen v isti plašč, ni imel srajce in čevljev, jedel pa je le najcenejšo hrano. Menil je, da mu je to dajalo svobodo, da je lahko delal, kar je želel. Vse življenje je preživel v Atenah, kraj je zapustil za časa peloponeške vojne. Poročen je bil s Ksantipo, ki je bila veliko mlajša. Glede na ohranjene anekdote naj bi bila vzkipljive narave in prepirljiva, ker je Sokrat zapostavljal družino na račun filozofije. Z njo je imel tri otroke, Sofroniskusa, Meneksenusa in Lamproklesa.
V Atenah je postal znan kot velik mojster dialoga. Bil je spreten in navdihujoč govorec, zato so se ljudje pogosto zbirali okoli njega in ga poslušali. Njegov vpliv pa je začel motiti vodstvene strukture, saj so ljudje, predvsem mladi, ob stiku z njim postajali bolj svobodni in manj vodljivi. Bil je tudi mnenja, da bi državo morali voditi filozofi. Obtožen je bil brezbožnosti in zavajanja mladine. Pred sodiščem se ni pokesal in ni priznal svoje krivde ter je vztrajal pri tem, da je delal dobro in želi nadaljevati s svojim poslanstvom, zato je bil leta 399 pr. n. št. z večinskim glasovanjem obsojen na smrt. S tem se ni obremenjeval, saj je kljub možnosti pobega zadnji dan preživel s prijatelji v pogovoru o nesmrtnosti duše, nato pa mirno izpil strup in umrl.

## Delo

### Sokratova metoda
Sokratova metoda temelji na delfskem reku »Spoznaj se!«(starogrško γνῶθι σεαυτόν: gnōthi seauton). Je oblika poizvedbe in razprave med posamezniki, zasnovana na podlagi vprašanj in odgovorov, s katerimi spodbudimo kritičnost do lastnega mišljenja in osvetlitev ideje. Prav tako je dialektična metoda, ki pogosto vključuje razpravo, v kateri je vidik nekega posameznika vprašljiv. Eden izmed udeležencev lahko vodi drugega do točke, kjer ta samemu sebi nasprotuje in s tem podkrepi svoje mnenje o problemu.

#### Cilj in pot
Sokrat preiskuje »kaj stvar je« in njegov odgovor je v pojmu ali v definiciji pojma, ki to stvar označuje (klasična teorija resničnosti). In kako priti do najbolj zanesljivega pojma o stvari? Uporablja indukcijo (poimenovano tedaj tudi: epagogičen postopek). Ksenofont poroča: »Sokrat je v svojih raziskavah vselej izhajal od najbolj običajnega in najmanj dvomljivega, s tem da je imel to za najbolj zanesljivo pot«. Aristotel prisoja Sokratu »induktivne govore in opredelitev občih pojmov«.

#### Dvodelnost razgovorov
Sokrat je razdelil razgovore na dva dela - ironijo in majevtiko:
1. Ironija – s spretnim navzkrižnim spraševanjem omaja sogovornikovo vedenje. Običajno pripelje sogovornika v protislovje z izhodiščnimi izjavami.
2. Majevtika – je tisti drugi del znamenitih Sokratovih razgovorov. Če sogovornika prvi del ni odvrnil je Sokrat »po svojih skromnih močeh« popeljal sogovornika k resnici, ki je »spala«. Pomagal mu je, tako kot babica pomaga na dan deci. »Resnica naj se rodi iz sogovornikove duše.« Sokrat išče »umno skupno«. Tako je spoznanje ali opredeljevanje/razjasnjevanje pojmov je srž njegove metode, vendar ne pristaja na toge pojme (kar bi pričakovali zaradi obče veljavnost spoznanja), ampak je zanj spraševanje najpomembnejše.

### Sokratov problem
Ker je Sokrat menil, da je znanje živo in interaktivno, ter verjel, da se moč filozofije skriva v živi govorici, dialogu, sam ni ničesar zapisal. Vsi podatki o njegovem življenju, znanju in naukih temeljijo na zapisih njegovih učencev in sodobnikov. Pri tem nam pomemben vpogled nudijo dela Platona, Ksenofonta, Aristotela in Aristofana. Najbogatejši vir Sokratovih naukov in življenja pa so zapisi njegovega najljubšega učenca Platona. Vendar pa v Platonovih zapisih natančna meja med tem, kar je izrekel Sokrat in kar je napisal Platon sam, ni popolnoma znana. Aristofan je njegov lik uporabil v parodiji Oblaki, v kateri pa je Sokrat karikiran.

### Platonova dela
V Platonovem delu Apologija je razložen zagovor Sokrata o sodelovanju s someščani. V zgodbi je prerokinja iz Delfov dejala, da je Sokrat najmodrejši človek. Sokrat je menil, da je to paradoks, saj je bil sam prepričan, da sploh ni moder. Da bi razrešil uganko, je pristopil do različnih govorcev, pesnikov in drugih ljudi, ki so veljali za modrece. Čeprav je vsak od njih mislil, da vé veliko, je v resnici vsak od njih vedel le malo. Takrat pa je Sokrat prišel do spoznanja, da je prerokinja govorila resnico. Čeprav je sam vedel, da ni moder, je bil zaradi tega modrejši od ostalih, saj se je edini zavedal svoje nevednosti. Dejal je: »Vem, da nič ne vem.« Tako je Sokrat postavil izhodišče za svojo metodo, na temelju delfskega izreka – spoznaj se. Njegova diagnoza je pesimistična,  in sicer z rekom »Vem, da nič ne vem« lahko ugotovimo, da je Sokratova predstava o znanju močno povezana z razmišljanjem in sposobnostjo pojasnitve.
Eno pomembnejših Platonovih del je dialog Kriton, kjer so zapisani dogodki, povezani s čakanjem na izvršitev sodbe, tj. smrtne kazni. V tem delu nam Platon predstavi pomemben vidik Sokratovega razmišljanja. Sokrat nam postavi pomembno vprašanje, in sicer k čemu nas zavezuje država in zakaj. To je bila v tistem času novost, vendar še danes številni filozofi mislijo, da je to najboljša teorija o viru političnih obveznosti.
Dialogu Kriton sledi v dramskem času dialog Fajdon, v katerem zbrana druščina Sokratovih učencev in prijateljev z razpravljanjem o nesmrtnosti duše čaka na izvršitev sodbe, ki zaključi ta dialog. Ostali dialogi so postavljeni v čas od Sokratove  mladosti, ko še ni bil toliko vešč filozofije in se je raje pustil poučiti od drugih (npr. dialog Parmenid do starosti. Dialogu Evtifron, ki obravnava svetost, v dramskem času sledijo že navedeni dialogi Apologija, Kriton in Fajdon. Dialog Harmid je postavljen v čas, ko se je Sokrat ravno vrnil iz Bitke pri Potideji. V tem dialogu vprašanje obravnava razumnosti (starogrško σωφροσύνη, latinizirano: sophrosyne). Ponovno Sokrat na podlagi primera razloži problem, ki ga s sogovorcem reši s sokratskim izpraševanjem in spodbujanjem, kar imenujemo majevtika ali sokratova metoda. Preko dialoga Sokrat privede mnenje svojega sogovornika v aporijo (zagato, zadrego, v spoznanje, da je stališče nevzdržno). S tem je Sokrat prvi v zgodovini filozofije v središče raziskovanja postavil definiranje in iskanje pravih pojmov.
Platon je torej v skoraj vseh svojih delih besedo delil s Sokratom, izjema je obširen dialog Zakoni, ki je Platonovo zadnje delo in v njem Sokrat ne nastopa niti se ne omenja.

### Moralna filozofija
Pomemben vidik Sokratove moralne filozofije je pojem 'neobvladanost' (starogrško ἀκρασία, latinizirano: akrasía). Pravi, da če nekdo pozna dobro, bo vedno delal dobro, zato tisti, ki delajo slabo, dejansko ne vedo, kaj je dobro. Torej, če bi bilo v skladu z našimi interesi, da smo pravični, bi ravnali pravično. Pravi tudi, da je pravičnost najbolj koristna za naše psihično zdravje.
Sokrat je menil, da je treba v življenju spoznati samega sebe, čim več spraševati in raziskovati. V vsem je zagovarjal zmernost in pomen etike. Njegova rešitev je bila vedno pozitivna. Značilen je bil revolucionaren premik od zunanjega k notranjemu, od narave k človeku. Zanj je bila pomembna tudi resnica – tisto, kar je eksistencialno mišljeno, torej popolna enakost resnice in bitnosti (bivanja). »Ko vlada spoznanje nad človekom, ne more vladati kaj drugega,« je dejal Sokrat. Resnica je bila zanj najvišje etično načelo. Nekateri to poimenujejo na različne načine, npr. optimistični intelektualizem ali racionalizem, kajti Sokrat je verjel, da je z umom moč spoznati resnico, kar mu je predstavljalo najvišje dobro. Paradoks pa predstavlja dejstvo, da v dialogu s sogovorniki in v preiskovanju svoje ter njihove (ne)vednosti, nikoli ne pride do dokončne opredelitve določenega pojma in s tem do osvetlitve dokončne resnice.

### Anekdota o morilcu
Sokrat je znan po svoji posebni osebnosti, ki je mejila med genialcem in norcem, zato je zelo priljubljeni lik raznih anekdot, za katere sicer ni nujno, da imajo zgodovinsko vrednost, osvetljujejo pa njegovo zanimivo osebnost. Sokrat je na primer na cesti opazil suličarja, ki je tekel za nekim človekom.
»Primi ga, primi ga!« je zaklical suličar, toda Sokrat se ni zmenil.

»Kaj si gluh?« se je jezil preganjalec.

»Zakaj nisi prestregel morilcu poti?«

»Morilcu? Kaj meniš s to besedo?«

»Človek božji, le kje si se vzel! Morilec je človek, ki ubija.«

»Torej mesar?«

»Norec stari! Človek, ki ubije drugega človeka.«

»Aha, vojak.«

»Ne! Človek, ki ubija v mirnem času.«

»A, že razumem: rabelj.«

»Osel! Človek, ki ubije sočloveka na njegovem domu.«

»A tako! Zdravnik, kajne?«

Suličar je ves obupan stekel naprej.

## Pomen in vplivi
Sokratov vpliv na filozofe sega vse do danes, najmočneje pa je vplival na svoje učence, preko katerih je posredno razširil svoj vpliv po zahodnem svetu. Njegov najpomembnejši učenec je Platon, ki je leta 385 pr. n. št. ustanovil Akademijo. Omenjena ustanova je sčasoma zaslovela in v renesansi postala standardna beseda za izobraževalne ustanove.
Čeprav so se sledovi Sokratovih naukov v poznejšem helenističnem in rimskem obdobju izgubili skozi čas, je njegov vpliv doživel preporod v srednjeveški Evropi, še posebej v renesansi in razsvetljenstvu. Francoski razsvetljenski pisatelj in filozof Voltaire je napisal satirično igro o Sokratovi sodbi. Poleg literature pa je bilo Sokratovo življenje prikazano tudi v nekaterih znanih umetniških delih, kot je slika francoskega slikarja Jacques-Louisa Davida Sokratova smrt.